# Église Saint-Pardulphe de Saint-Perdoux
Pour les articles homonymes, voir Église Saint-Pardoux.
L'église Saint-Pardulphe de Saint-Perdoux est une église catholique située à Saint-Perdoux, en France.

## Localisation
L'église est située dans le département français du Lot sur le territoire de la commune de Saint-Perdoux.

## Historique
L'église est consacrée à saint Pardulphe ou Pardoux, abbé de l'abbaye Guéret au VIIIe siècle.
L'église est mentionnée en 1146 comme appartenant à l'abbaye de Figeac. Marcel Durliat a proposé de dater la construction de l'abside, à partir des modillons, de la fin du XIe siècle. La forme des chapiteaux de la nef a conduit à dater sa construction de la seconde moitié du XIIe siècle.
En 1574, le chef de bande Vidaillac a occupé l'église et l'a fortifiée. Des réparations sont citées en 1605 et 1611.
Deux chapelles sont ajoutées au sud et au nord de la deuxième travée de la nef au XVIIIe siècle. La clef de voûte de la chapelle nord porte la date de 1715.
Les voûtes de la nef et de l'abside réalisées en brique datent de la fin du XIXe siècle.
L'édifice a été inscrit au titre des monuments historiques le 16 février 1926.
Une statue reliquaire de saint Roch est référencée dans la base Palissy.